# The Avengers (film)
Marvel's The Avengers (mer känd som The Avengers) är en amerikansk superhjältefilm från 2012, i regi av Joss Whedon och Kevin Feige är producent, med ett manus skrivet av Whedon och Zak Penn. Filmen handlar om hjältegruppen med samma namn som består av Iron Man, Captain America, Hulken, Thor, Black Widow och Hawkeye. Det är den sjätte filmen i Marvel Cinematic Universe-serien.
Filmen hade världspremiär den 25 april 2012, med Sverigepremiär den 27 april och amerikansk premiär den 4 maj. Uppföljaren Avengers: Age of Ultron hade premiär våren 2015.

## Handling
Nick Fury, chef för spionagebyrån S.H.I.E.L.D. och agenten Maria Hill anländer till en avlägsen forskningsanläggning som är under evakuering. Hans andreman, Phil Coulson berättar att Tesserakten, en stor energikälla av okänd kapacitet, har aktiverats och öppnat en portal till rymden, från vilken den landsflyktige guden Loke stiger förbi. Loke tar tesserakten och använder sin magi för att hjärnkontrollera flera ur personalen inom S.H.I.E.L.D., inklusive Agent Clint Barton och forskaren Dr. Erik Selvig för att hjälpa honom till hans hemliga tillhåll.
Som svar återaktiverar Fury Avengers-projektet, vars mål är att samla världens superhjältar för att bistå S.H.I.E.L.D. i deras kamp mot ondskan. Agent Natasha Romanoff rekryterar Dr. Bruce Banner i Indien, medan Agent Phil Coulson besöker Tony Stark och begär att han ska granska Selvigs forskning. Fury själv besöker Steve Rogers med uppdraget att hämta Tesserakten från Loke, som har allierat sig med den främmande rasen Chitauri och deras ledare The Other. I utbyte mot Tesserakten beslutar de att hjälpa Loke tvinga jordens befolkning till lydnad
Iron Man, Captain America och Romanoff reser till den tyska staden Stuttgart för att gripa Loke, där han försöker stjäla iridium som behövs för att stabilisera Tesserakten, och samtidigt ville han att människorna där skulle knäböja inför honom. När Loke råkar i strid med hjältarna kapitulerar han och förs till hjältarnas skepp som transporterar honom till Helicarrier – ett flygande hangarfartyg som fungerar som S.H.I.E.L.D:s högkvarter. Men plötsligt anländer åskguden Thor från skyn, befriar Loke och försöker att resonera med honom. Efter en konfrontation med Iron Man och Captain America beslutar Thor att följa med dem.
The Avengers argumenterar kring hur de ska handskas med Loke. De får senare också reda på att S.H.I.E.L.D. har planerat att utnyttja Tesseraktens makt genom vapenutveckling. Fury medger att händelserna i New Mexico ett år tidigare (huvudhändelse i filmen Thor från 2011) gjorde att S.H.I.E.L.D blev medvetna om att andra utomjordiska raser är "löjligt" överlägsna jordens styrkor och att de vapen som utvecklats från tesserakten skulle användas som ett avskräckningsmedel. Medan gruppen bråkar blir Helicarrier angripen av Lokes underhuggare, med agent Barton i spetsen, och saboterar dess motorer. Iron Man och Captain America försöker starta om de skadade motorerna. Under tiden förvandlar Banner sig till Hulken och löper amok inne i hangaren, som får Thor att kämpa mot honom. Romanoff råkar i strid med Barton och slår honom medvetslös, vilket bryter Lokes besvärjelse. Loke flyr från sin fängelsecell med hjälp av en av hans underhuggare och lurar Thor in i cellen, som Loke sedan kastar ner från skyn i avsikt att döda honom. Loke lönnmördar sedan agent Coulson innan han slås omkull av Coulsons gevär.
Fury använder Coulsons död för att motivera The Avengers att de måste arbeta som ett team. Stark och Rogers inser att Loke inte nöjer sig med att besegra dem en efter en, utan behöver övermanna dem på ett offentligt sätt så att han kan validera sig själv som Jordens härskare. Med hjälp av en Tesseraktdriven interdimensionell generator, byggd av Erik Selvig, öppnar Loke en rymdportal över Manhattan. Ut från den kommer en jättelik Chitauri-flotta som invaderar New York. The Avengers samlar sig för att försvara New York. Barton, Captain America och Thor evakuerar de civila, och Banner förvandlar sig själv till Hulken och går efter Loke, och besegrar honom i en snabb nävkamp. Romanoff anländer till rymdgeneratorn där Selvig, befriad från Lokes besvärjelse, visar att Lokes stav kan användas för att stänga portalen.
Samtidigt beslutar Furys överordnade att avsluta invasionen genom att avfyra en kärnvapenmissil mot Manhattan, men Fury förvarnar Iron Man som fångar den och tar den genom portalen mot Chitauri-flottans bas i rymden och utplånar den. Iron Man får då slut på energi och faller mot marken, men blir räddad av Hulken. Teamet samlar ihop sig och tar sig till Stark Tower där de fångar in Loke. Efter en diskussion mellan Fury och Thor så beslutas det att Thor ska eskortera Loke och Tesserakten tillbaka till Asgård, trots Världssäkerhetsrådets motvilja. Fury konstaterar att The Avengers kommer att gå skilda vägar fram till ett nytt världshot dyker upp.
I en eftertextsscen berättar The Other om misslyckandet med invasionen mot Jorden till sin mästare Thanos.
Efter eftertexterna kommer en kort scen där the Avengers sitter och äter i en servering medan dess personal fortfarande röjer upp efter bataljen.

## Rollista (i urval)
- Robert Downey, Jr. – Anthony "Tony" Stark / Iron Man
- Chris Evans – Steven "Steve" Rogers / Captain America
- Mark Ruffalo – Dr. Bruce Banner / Hulken
- Chris Hemsworth – Thor
- Scarlett Johansson – Natasha Romanoff / Black Widow
- Jeremy Renner – Clint Barton / Hawkeye
- Tom Hiddleston – Loke
- Clark Gregg – Agent Phil Coulson
- Cobie Smulders – Agent Maria Hill
- Stellan Skarsgård – Dr. Erik Selvig
- Samuel L. Jackson – Nick Fury
- Gwyneth Paltrow – Virginia "Pepper" Potts
- Paul Bettany – J.A.R.V.I.S. (röst)
- Lou Ferrigno – Hulken (röst, tillsammans med Ruffalo)
- Maximiliano Hernández – Agent Jasper Sitwell
- Alexis Denisof – The Other
- Romy Rosemont – Shawna Lynde
- Jerzy Skolimowski – Georgi Luchkov
- Powers Boothe – Ledamot för världens säkerhetsråd
- Jenny Agutter – Ledamot för världens säkerhetsråd
- Arthur Darbinyan – Ledamot för världens säkerhetsråd
- Donald Li – Ledamot för världens säkerhetsråd
- James Eckhouse – Senator Boyton
- Ashley Johnson – Servitris Beth
- Stan Lee – Man i nyhetssändningar (cameo)
- Harry Dean Stanton – Säkerhetsvakt (cameo)
- Damion Poitier – Thanos

## Produktion

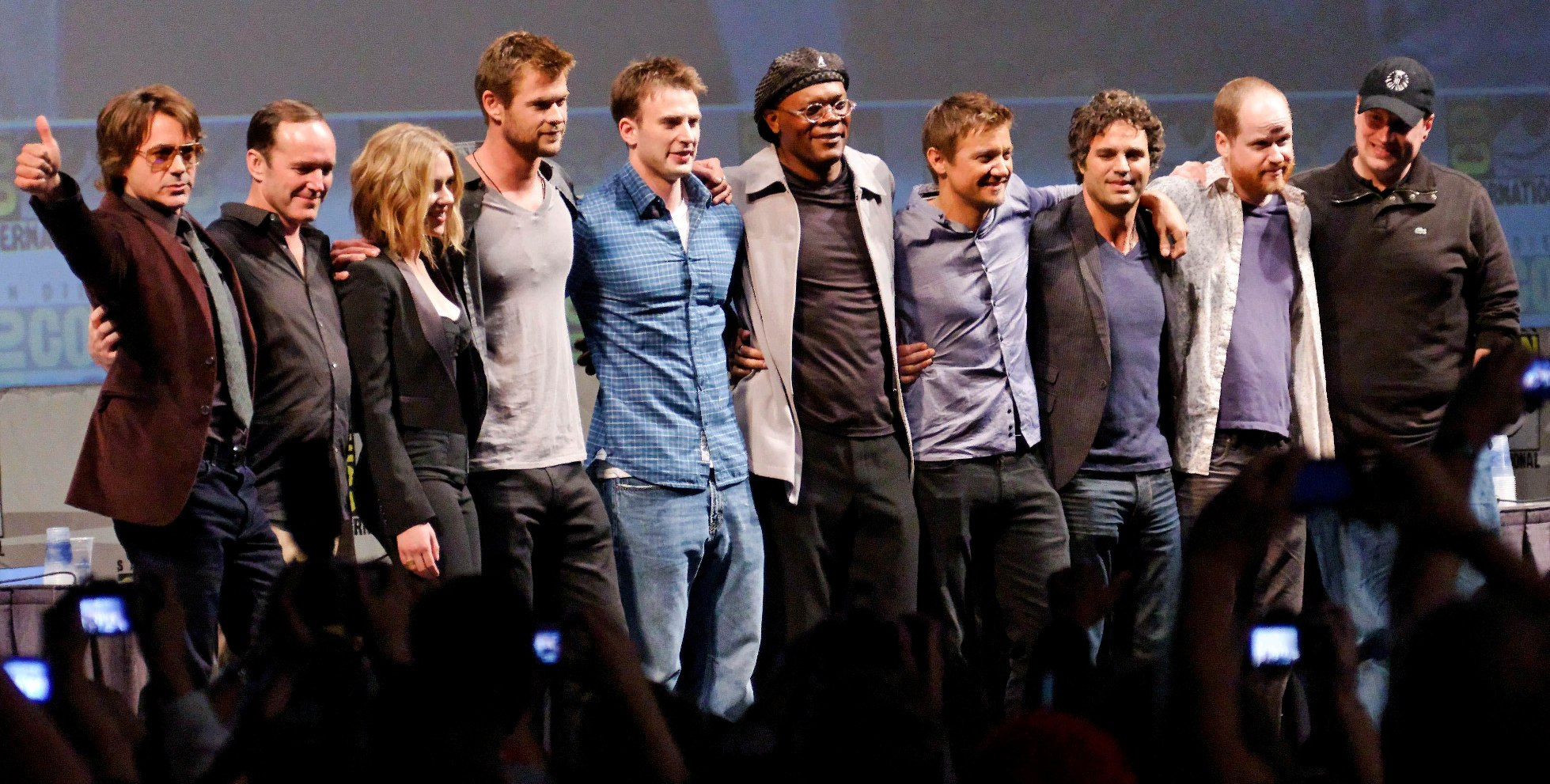
Huvudrollerna av The Avengers på San Diego Comic-Con International år 2010. Från vänster: Robert Downey Jr., Clark Gregg, Scarlett Johansson, Chris Hemsworth, Chris Evans, Samuel L. Jackson, Jeremy Renner, Mark Ruffalo, Joss Whedon och Kevin Feige.

Paramount Pictures och Marvel Studios placerade den amerikanska premiären av The Avengers till den 4 maj 2012. Den internationella premiären var 27 april 2012. De bekräftade medlemmarna i teamet är Iron Man, Captain America, Hulken och Thor. Filmens manusförfattare, Zak Penn (en av författarna till The Incredible Hulk filmen), lyfte fram Mark Millar och Bryan Hitch's Ultimates version av teamet som inspiration i skrivandet av filmens manus. Regissören för filmen Iron Man, Jon Favreau var utsedd till exekutiv producent, medan Robert Downey, Jr. spelar sin roll som Iron Man. Chris Hemsworth och Tom Hiddleston återvände även i sina roller som Thor respektive Loke. Samuel L. Jackson ingick ett unikt avtal med Marvel Studios och Paramount Pictures att spela rollen som Nick Fury i nio filmer, inkluderat The Avengers och dess respektive uppföljare. Scarlett Johansson spelade tidigare sin roll som Black Widow i filmen Iron Man 2. Lou Ferrigno, som gjorde rösten till Hulken i 2008 års film The Incredible Hulk meddelade att han skulle vara involverad i filmen.
Produktionen började i april 2011 i Albuquerque, New Mexico innan det flyttades till Cleveland, Ohio under augusti 2011 och New York under september 2011. Filmen omvandlades till 3D under filmens postproduktion. Dess produktionsbudget uppgick till totalt 220 miljoner dollar.

## Om filmen
Det är den sjätte filmen i Marvel Cinematic Universe-serien. Nästa film i serien är Iron Man 3.
Uppföljaren Avengers: Age of Ultron hade premiär våren 2015.

## Mottagande
The Avengers fick mestadels positiva recensioner från flera filmkritiker. Filmen har hittills ett genomsnittsbetyg på 8,1/10 enligt Rotten Tomatoes, där minst 93% baserat på 262 filmrecensioner gav filmen ett godkänt betyg. På Metacritic uppnådde filmen genomsnittsbetyget 69 av 100 baserat på 43 recensioner.

## Försäljning
The Avengers slog ett flertal toppresultat inom biljettkontoret. Filmen hade världspremiär den 25 april 2012 och under 8 maj hade filmen redan dragit in över 700 miljoner dollar från hela världens biosalonger. Den 20 maj hade filmen dragit in minst 457 665 517 dollar i Nordamerika och 723 300 000 över resten av världen, för en världsomspännande vinst på totalt 1 180 965 517 dollar. Det var också den snabbaste filmen som drog in 200 000 000 dollar i USA, efter bara tre dagar.
Det är också den mest inkomstbringande filmen någonsin baserat på serietidningar, den högst inkomstbringande superhjältefilmen någonsin och den mest inkomstbringande filmen distribuerat av Walt Disney Studios Motion Pictures. Det är också den femte filmen distribueras av Disney och det tolfte filmen totalt sett att tjäna mer än 1 miljard dollar.